# Bråtesletta
Bråtesletta est une localité norvégienne située dans le comté d'Akershus au nord-est d’Oslo.